# Malevo, Smolean
Malevo (în bulgară Малево) este un sat în comuna Cepelare, regiunea Smolean,  Bulgaria. 

## Demografie
Componența etnică a satului Malevo
     Bulgari (98,01%)
     Nicio identificare (1,98%)
     Altele (0%)
La recensământul din 2011, populația satului Malevo era de 151 locuitori. Din punct de vedere etnic, majoritatea locuitorilor (98,01%) erau bulgari. Pentru 1,98% din locuitori nu este cunoscută apartenența etnică.